# 호세 데 산마르틴

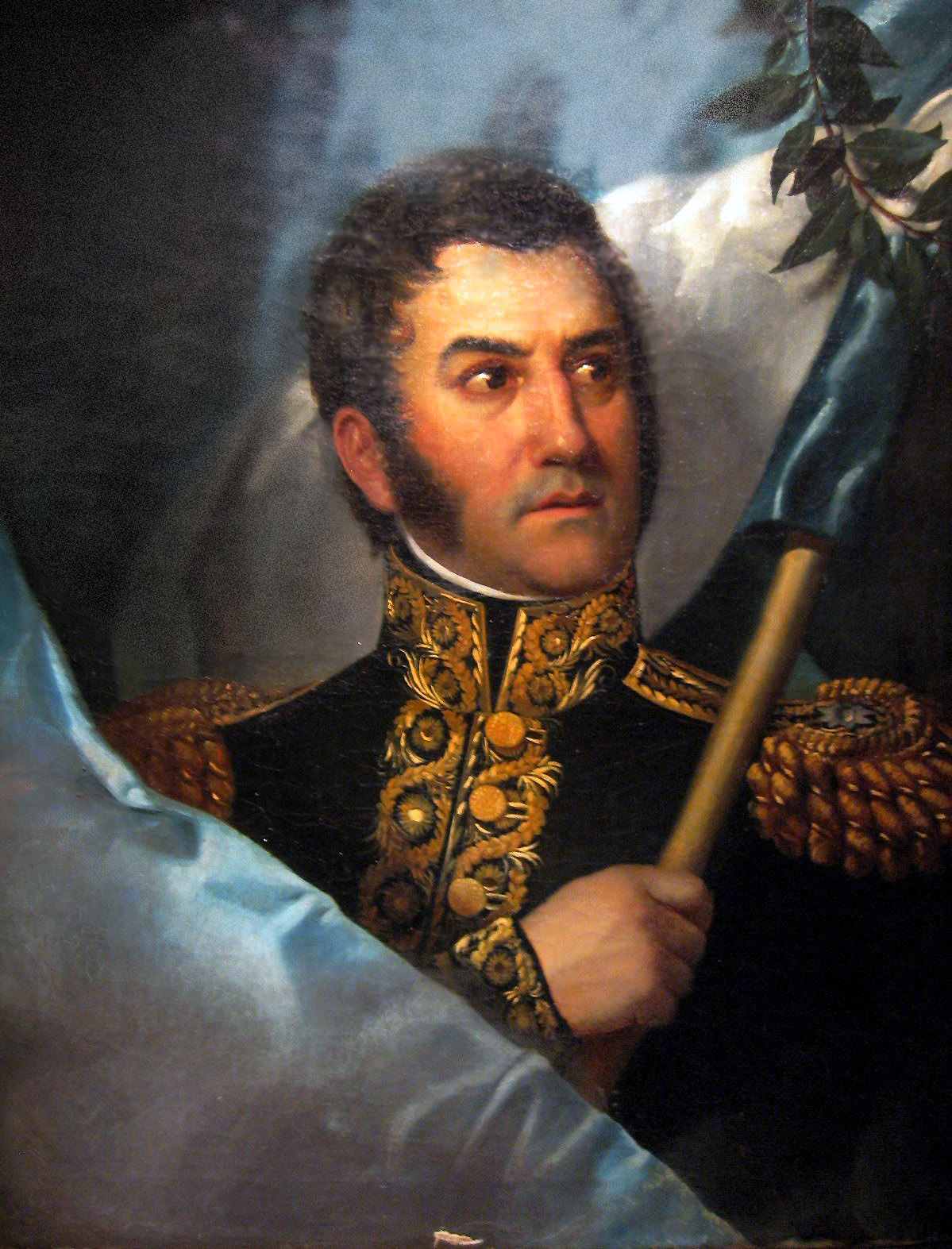
호세 데 산마르틴

호세 프란시스코 데 산마르틴 마토라스(스페인어: José Francisco de San Martín Matorras, 1778년 2월 25일 ~ 1850년 8월 17일)는 아르헨티나의 장군이며 페루의 정치가이다. 흔히 호세 데 산마르틴(스페인어: José de San Martín)으로 불린다. 당시 스페인의 지배를 받고 있던 남아메리카 남부 지역의 독립 운동을 전개하여 성공시켰다.

## 생애
1778년 2월 25일 아르헨티나 코리엔테스주의 야페유에서 태어났다. 그는 어머니를 시골에 두고 7살의 어린 나이로 에스파냐 마드리드의 귀족 학교에서 수학했다. 이 때부터 그는 칠레 출신인 베르나르도 오이긴스와 친구가 된다.
1808년, 에스파냐군에 입대하여 프랑스와 싸웠으며, 바일렌 전투나 알부에라 전투 등에 참가하면서 산마르틴은 남아메리카 독립 지지자들과 접촉하기 시작했다. 1812년 그는 영국에서 부에노스아이레스로 가서 남아메리카 합중국(오늘날의 아르헨티나)에 투신했다. 1813년 산 로렌소 전투 이후 1814년 북부군을 지휘하기도 하면서 그는 리마를 공격할 계획을 세우게 된다. 이 계획에는 쿠요에서 처음으로 군대를 조직하여 칠레를 해방시켜 바다로 리마를 공격한다는 것이었다.
1817년 그는 멘도사에서 안데스산맥을 넘어 칠레로 갔다. 그리고 차카부코 전투와 마이푸 전투(1818년)에서 에스파냐 군대를 물리치고 1819년 칠레의 독립과, 1820년 페루의 독립을 성공시켰다. 산마르틴은 1822년 7월 22일 이곳 부왕령의 수도를 부분적으로 장악했으며, 페루의 보호자가 된다. 페루의 독립 선언은 공식적으로 1821년 7월 28일에 이루어졌다. 1822년 7월 22일 에콰도르 과야킬에서 동료 해방자 시몬 볼리바르와 밀실에서 만난 뒤, 볼리바르는 페루를 완전 해방하는 과업을 맡는다. 산마르틴은 갑작스레 페루를 떠나 군대 지휘관직을 그만두고 정계와 군대에서 물러났다. 그는 1824년 프랑스로 갔다. 7월 22일 회담의 내막은 이후 역사가들의 논쟁거리가 된다. 또 한때 라틴아메리카 독립운동 지도자로 활동하였다.
그 후 고국에서 중앙 집권론자의 비난을 받고 프랑스로 망명하여 가난한 생활을 하던 끝에 볼로뉴에서 사망하였다. 시몬 볼리바르와 함께 에스파냐로부터 남아메리카를 해방시킨 영웅이자 아르헨티나 국민의 아버지로 높이 추앙받고 있다. 그를 기린 해방자 산마르틴 장군 훈장(Orden del Libertador San Martín)은 아르헨티나에서 가장 높은 훈장이다.